# سابو داستاجير
سابو داستاجير (بالإنجليزية: Sabu Dastagir)‏ مواليد 27 يناير 1924 في ميسور، مملكة ميسور، الراج البريطاني - الوفاة 2 ديسمبر 1963 في لوس أنجلوس، كاليفورنيا، الولايات المتحدة، هو ممثل أمريكي بدأ مسيرته الفنية سنة 1937. فاز بصليب الطيران المتميز. امتدت مسيرته الفنية لأكثر من 26 عاما.

## الأعمال
- لص بغداد
- كتاب الأدغال
- طنجة
- النرجسي الأسود
- الليالي العربية

## روابط خارجية
- سابو داستاجير على موقع IMDb (الإنجليزية)
- سابو داستاجير على موقع ألو سيني (الفرنسية)
- سابو داستاجير على موقع تيرنر كلاسيك موفيز (الإنجليزية)
- سابو داستاجير على موقع أول موفي (الإنجليزية)
- سابو داستاجير على موقع إن إن دي بي (الإنجليزية)
- سابو داستاجير على موقع قاعدة بيانات الفيلم (الإنجليزية)
- سابو داستاجير على موقع كينوبويسك (الروسية)